# آلن لادن
آلن السورث لادن (انگلیسی: Allen Ellsworth Ludden؛ ۵ اکتبر ۱۹۱۷ – ۹ ژوئن ۱۹۸۱) شخصیت تلویزیونی، بازیگر و میزبان مسابقهٔ تلویزیونی آمریکایی بود. او همچنین برندهٔ جوایزی همچون نشان ستاره برنزی شده‌است.